# محمدرضا دامغانی
محمدرضا دامغانی (زاده ۲۶ خرداد ۱۳۴۶ در تهران) پدر و مادرش اهل کاشان هستند 
بازیکن سابق و مربی فعلی والیبال اهل ایران است. دامغانی در دو دوره به عنوان کمک مربی در تیم‌های زیر ۲۱ سال و زیر ۲۳ سال ایران فعالیت داشته و سرمربی تیم‌های متحد قزوین، پرسپولیس، فولاد سیرجان، صنایع اردکان و آلومینیوم هرمزگان بوده‌است.